# Dane Whitman
Dane Whitman è un personaggio dei fumetti pubblicati dalla Marvel Comics. È il quinto a indossare i panni del Cavaliere Nero. È apparso per la prima volta in The Avengers (vol. 1) n. 48 (dicembre 1967), opera di Roy Thomas (testi) e John Buscema (disegni). Come Cavaliere Nero ha esordito in The Avengers (vol. 1) n. 48 del - gennaio 1968, di Roy Thomas (testi) e George Tuska (disegni).

## Biografia del personaggio
Dane Whitman indossò per la prima volta i panni del Cavaliere Nero per vendicare la morte dello zio, il terribile Nathan Garrett (ossia il Cavaliere Nero IV). In un primo momento egli si schierò dunque contro i Vendicatori, ma poi capì il suo errore e non solo abbandonò i suoi propositi di vendetta, ma decise anche di aiutare gli eroi infiltrandosi tra le file dei Signori del male di Crimson Crowl (sotto le cui vesti si nascondeva in realtà il robot Ultron) per sventarne i piani. Dane fu però scoperto e si ricongiunse ai Vendicatori nella battaglia contro i Signori del male.
Dopo aver recuperato la Spada d'Ebano, la micidiale arma del suo antenato Sir Percy di Scandia (il primo Cavaliere Nero), Dane cominciò a collaborare stabilmente con il Dottor Strange e con i Vendicatori. In particolare il suo contributo fu fondamentale contro Kang, tanto che i Vendicatori gli proposero anche di diventare membro onorario del gruppo.
Una delle più assidue nemiche di Dane fu Incantatrice che con un bacio fatato lo trasformò in pietra. Il Dottor Strange portò il corpo di Whitman nel suo Sanctum Sanctorum per cercare di spezzare l'incantesimo, mentre lo spirito del Cavaliere Nero fu trasportato nel XII secolo e si incarnò, grazie ad una magia di Merlino, nel corpo di un antenato di Dane, il cavaliere crociato Eobar Garrington. Dopo alterne vicende, Dane riuscì a tornare nel presente e a riacquistare il proprio corpo grazie all'aiuto del Dottor Druido.
La maledizione di Sir Percy sulla Spada d'Ebano cominciò però ad esercitare i suoi effetti sul Cavaliere Nero, che divenne sempre più violento e assetato di sangue, fino a giungere sull'orlo della follia. Il Dottor Strange, appellandosi allo spirito di Sir Percy, riuscì a cancellare la maledizione, ma solo temporaneamente.
Quando Namor utilizzò la Spada d'Ebano per uccidere Marrina (sua moglie, mutata in mostro marino), la maledizione riprese vigore e Dane cominciò a trasformarsi in una estensione della sua spada, tagliando tutto ciò con cui entrava in contatto e perdendo gradualmente ogni capacità di movimento. Di nuovo grazie all'intervento del Dottor Strange e all'aiuto degli amici più fidati (Thor, Victoria Bentley e Sean Dolan), il Cavaliere Nero riuscì a riprendersi: abbandonata la Spada d'Ebano, cominciò invece ad usare una spada laser e si ricongiunse ai Vendicatori.
La maledizione della Spada d'Ebano però fece un'altra vittima: l'amico Sean Dolan, che si trasformò nel malvagio Bloodwrath e divenne uno dei più accaniti nemici del Cavaliere Nero.
La vicenda assunse però anche tinte romantiche: Dane, infatti, era diviso tra il suo amore per l'Inumana Crystal, moglie di Quicksilver (amore che fu però accantonato per consentire alla coppia di ritornare insieme), e la passione per l'Eterna Sersi, che lo costrinse a stringere con lei un legame mentale mistico (Gann Josin). La storia si intrecciò a questo punto con quella di un Dane Whitman di una realtà alternativa, chiamato Proctor, il quale si era ripromesso di uccidere le Sersi di tutte le dimensioni per vendicarsi di quella che, nel suo mondo, lo aveva abbandonato. Il Cavaliere Nero e i Vendicatori riuscirono tuttavia a fermare il piano di Proctor e Dane decise di accompagnare la ormai folle Sersi in dimensioni alternative. Fortunatamente in seguito l'Eterna riacquistò la sanità mentale e i due riuscirono a tornare nel loro mondo, dove però si separarono.
Per un breve periodo il Cavaliere Nero militò nella squadra di supereroi chiamata Eroi in vendita e, successivamente, divenne il capo dei New Men (anche noti come Knights of Wundagore), un gruppo di animali umanoidi. Infine, si ricongiunse ai Vendicatori per lo scontro finale con Kang.
Dopo queste avventure, Dane si è alleato col supergruppo inglese chiamato Excalibur, guidato dal suo amico Brian Braddock alias Capitan Bretagna, con i quali ha fatto un viaggio nel tempo al tempo di re Artù per sconfiggere un'orda di draghi, alleandosi ai cavalieri della tavola rotonda e al suo antenato Sir Percy, il primo Cavaliere Nero.

## Poteri e abilità
Dane Withman è un abilissimo spadaccino, affinando la sua abilità nel corso degli anni contro numerosi avversari.
Non ha alcun superpotere, se si esclude un legame magico con la sua spada d'ebano che gli permette di evocarla quando questa è lontana. La spada è magica, e possiede la capacità di tagliare qualsiasi materiale.
Allenandosi con Capitan America ai tempi in cui erano nei Vendicatori, ha sviluppato doti acrobatiche e una discreta conoscenza di alcune mosse delle arti marziali.
Oltre ad essere un abile guerriero, Dane è anche un ottimo scienziato esperto in robotica; difatti molte volte ha riparato diversi macchinari dei Vendicatori.
Per un certo periodo sostituì la sua spada d'ebano con una spada neurale molto simile a quelle viste nel film Star Wars, con la quale uccise l'Intelligenza suprema dei Kree durante Tempesta nella galassia.

## Versioni alternative

Proctor (sinistra) contro il Cavaliere Nero (destra), disegnati da Epting/Palmer

### Proctor
Proctor in cui il vero nome è Dane Whitman, è stato creato da Bob Harras (testi) e Steve Epting (disegni) nell'albo The Mighty Avengers n. 344 (febbraio 1992). È la versione di un mondo alternativo (Terra-374) di Dane Whitman.
La vicenda si snoda in diverse dimensioni. Nella sua dimensione originaria (Terra-374), Proctor, il capo dei Vendicatori, intrecciò una relazione amorosa con l'Eterna Sersi, che stabilì con lui un legame mentale mistico chiamato Gann Josin. Proctor fu però condotto alla follia dall'abbandono di Sersi e dalla maledizione della Lama d'Ebano, e acquisì enormi poteri.
Anche Sersi impazzì, a causa del legame che la univa a Proctor, e distrusse la sua dimensione. Proctor comunque si salvò e cominciò a replicare nelle diverse dimensioni i catastrofici avvenimenti, proponendosi di riuscire infine a distruggere anche Terra-616 e di conseguenza tutta la realtà. In ogni dimensione Proctor recuperava i superstiti dei Vendicatori, che vennero chiamati Gatherers (Raccoglitori), e la testa di Sersi, che veniva poi posta come trofeo in una stanza della base sulle Ande. Perché un Raccoglitore potesse sopravvivere in Terra-616, però, il corrispondente eroe di Terra-616 doveva essere ucciso (in inglese tale procedimento è detto "gathering"=raccolta). Cassandra, Tabula, Sloth, Magdalene, Spadaccino (Philip Jarvert) erano alcuni dei Gatherers di Proctor. Egli stabilì un rapporto particolare con Magdalene, di cui era innamorato, ma che dopo una breve relazione gli preferì lo Spadaccino, facendo avvampare Proctor di gelosia vendicativa.
Proctor non aveva però dimenticato il suo rancore contro Sersi: egli uccise un uomo seminando finte prove che conducevano a Sersi.
Contemporaneamente proseguiva anche lo scontro con i vendicatori di Terra-616. Proctor riuscì a catturare la Visione di Terra-616 e a scambiarne la mente con il corrispettivo Gatherer, con l'intento di farlo infiltrare tra i Vendicatori. Questi però scoprirono l'inganno e si fecero condurre da Proctor, il quale, dopo aver azionato il meccanismo di autodistruzione della base, si teletrasportò lontano.
Radunato un nuovo gruppo di Gatherers (in cui militavano, tra gli altri, Tarkas, Rik, Korg, Sliver, e Jocasta) e impiantato una nuova base nel Greenwich Village, Proctor catturò Sersi, che ormai era completamente folle, e la imprigionò in un campo di energia insieme a Uatu l'Osservatore per risucchiare il loro potere e utilizzarlo per distruggere il mondo. I vendicatori affrontarono Proctor e, proprio mentre questi stava per uccidere il Cavaliere Nero, fu colpito da un fulmine lanciato da Thunderstrike: contemporaneamente i Gatherers stramazzarono al suolo e il campo di energia che imprigionava Sersi si affievolì. L'Eterna riuscì a liberarsi e ad uccidere Proctor con la Lama d'Ebano.

## Altri media

### Cinema
Dane Whitman appare per la prima volta nel film del Marvel Cinematic Universe Eternals (2021), interpretato da Kit Harington. Il personaggio si dimostra inizialmente un professore inglese del British Museum che ha una relazione romantica con Sersi; viene a sapere della vera natura di quest'ultima e assiste al suo prelievo da parte del celestiale Arishem il giudice. La sua famiglia ha una storia misteriosa alle spalle ed è collegata a una spada mistica del Cavaliere Nero di cui è in possesso.